# Diederik Willem Rethmeyer
Diederik Willem Rethmeyer (gedoopt Lehrte (nabij Hannover, 2 december 1756 – Amsterdam, 5 februari 1821) was een Nederlandse zilversmid.

## Leven en werk

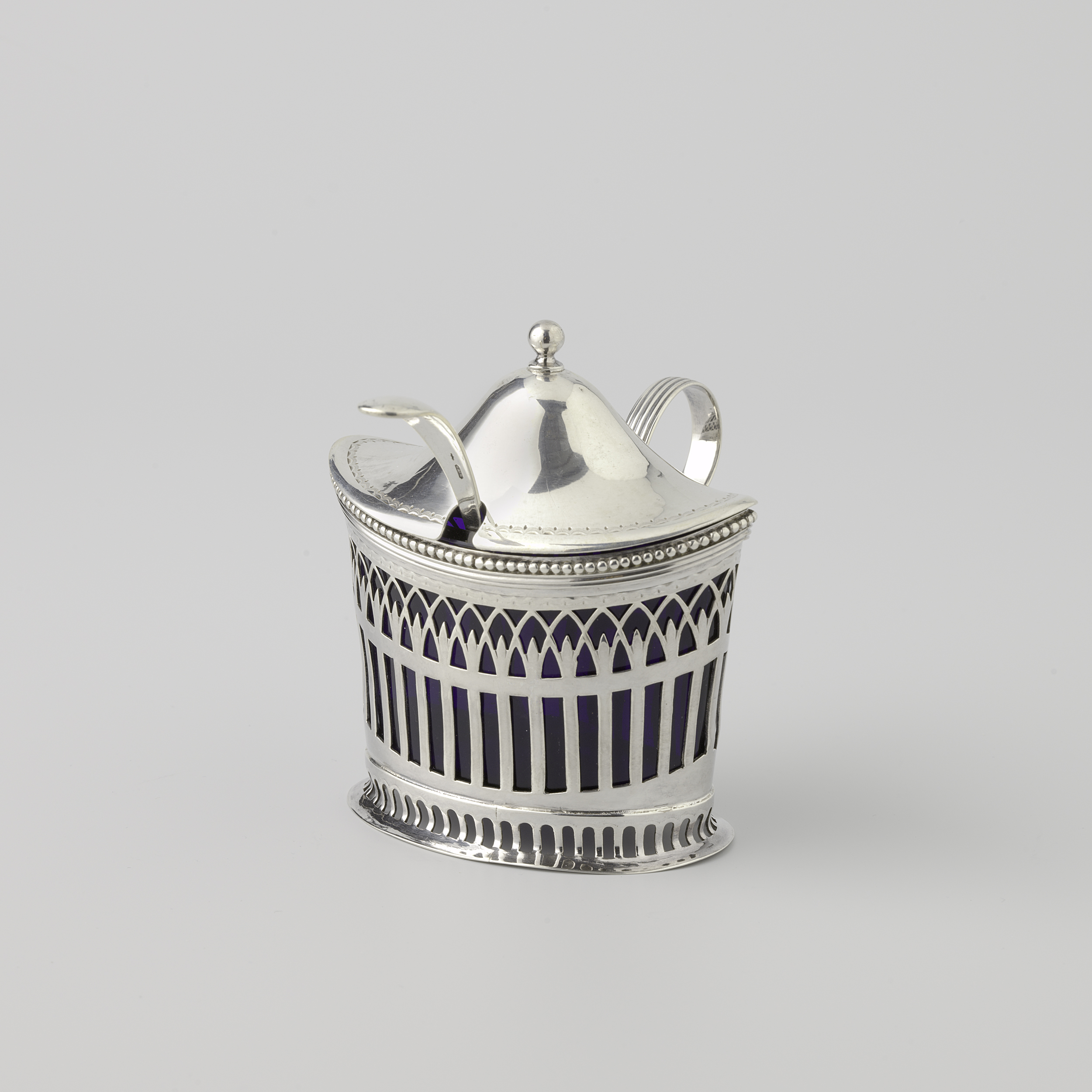
Door Rethmeyer vervaardigde mosterdpot (1806) - collectie Rijksmuseum

Rethmeyer werd in 1756 in Lehrte nabij Hannover geboren als zoon van de predikant Ludolph Heinrich Rethmeyer en Anna Catharina Busman. Hij werd in 1785 als meester-zilversmid toegelaten tot het Amsterdamse gilde van zilversmeden en was niet alleen zilversmid, maar ook zilverkashouder. Hij bezat naast zijn atelier aan de Lauriergracht ook een winkel aan de Prinsengracht. Rethmeyer vervaardigde onder andere werk in opdracht van de firma Bennwitz & Bonebakker (tot 1810) en aan Diemont en Verschuur. In zijn oeuvre bevinden zich veel thee- en presenteerbladen. Een door hem gemaakt dienblad werd door Unico Allard Alberda en zijn vrouw Christina Bentinck van den Brieller in 1789 aangeschaft en bevindt zich in de collectie van de Menkemaborg in Slochteren.
Werk van Rethmeyer is onder andere te vinden in de museale collecties van het Rijksmuseum Amsterdam en van het museum Boijmans Van Beuningen.
Rethmeyer trouwde in 1785 in Amsterdam met Maria Noot. 